# Valori Plastici
Valori Plastici (Nederlands: beeldende waarden) was een Italiaans kunsttijdschrift, dat uitgegeven werd in Rome. Het verscheen zowel in het Italiaans als in het Frans en bestond van 1918 tot 1922.

## Geschiedenis
Valori Plastici werd in november 1918 opgericht door het kunstenaarsechtpaar Mario en Edita Broglio. Het richtte zich in eerste instantie op de Pittura metafisica, een stroming in de schilderkunst die in de jaren '10 ontstond rondom de Italiaanse schilders Giorgio de Chirico en Carlo Carrà. De metafisici zetten zich af tegen het kubisme en het futurisme door terug te keren naar de figuratieve kunst, maar op een meer verinnerlijkte, bijna mystieke manier. Het doel was niet de werkelijkheid na te schilderen, maar uiting te geven van een innerlijk gevoelsleven die de werkelijkheid oversteeg.
Na het einde van de Eerste Wereldoorlog, toen het internationale verkeer van personen en goederen, weer op gang kwam, richtte Broglio zijn blik naar het buitenland. Hij gebruikte het tijdschrift niet alleen om zijn ideeën over de pittura metafisica buiten Italië bekendheid te geven. In Valori Plastici werden ook avant-gardestromingen buiten Italië besproken. In een prospectus schreef Broglio dat het tijdschrift wilde zijn "de opeenvolgende en toereikende documentatie [...] van alle werken en denkbeelden die, direct of indirect, kunnen medewerken tot het ontstaan van bewustheid in de beeldende kunst, met het doel het gebied van de Idee de overhand te doen hebben op alle aanslagen van het materialisme, willekeur en mode".
Het eerste nummer verscheen op 15 november 1918 en richtte zich vooral op de pittura metafisica. Het bevat onder meer een artikel van Alberto Savinio, de broer van De Chirico, waarin hij pleit voor een totaal individualistische, anti-futuristische, anti-bolsjewistische restauratie. Het tweede (dubbel)nummer verscheen volledig in het Frans en bevat werk van Pablo Picasso, Gino Severini, Jacques Lipchitz en Juan Gris. In hetzelfde nummer werden ook "kubistische gedichten" gepubliceerd van onder meer André Salmon, Jean Cocteau, Paul Dermée en Biaise Cendrars.

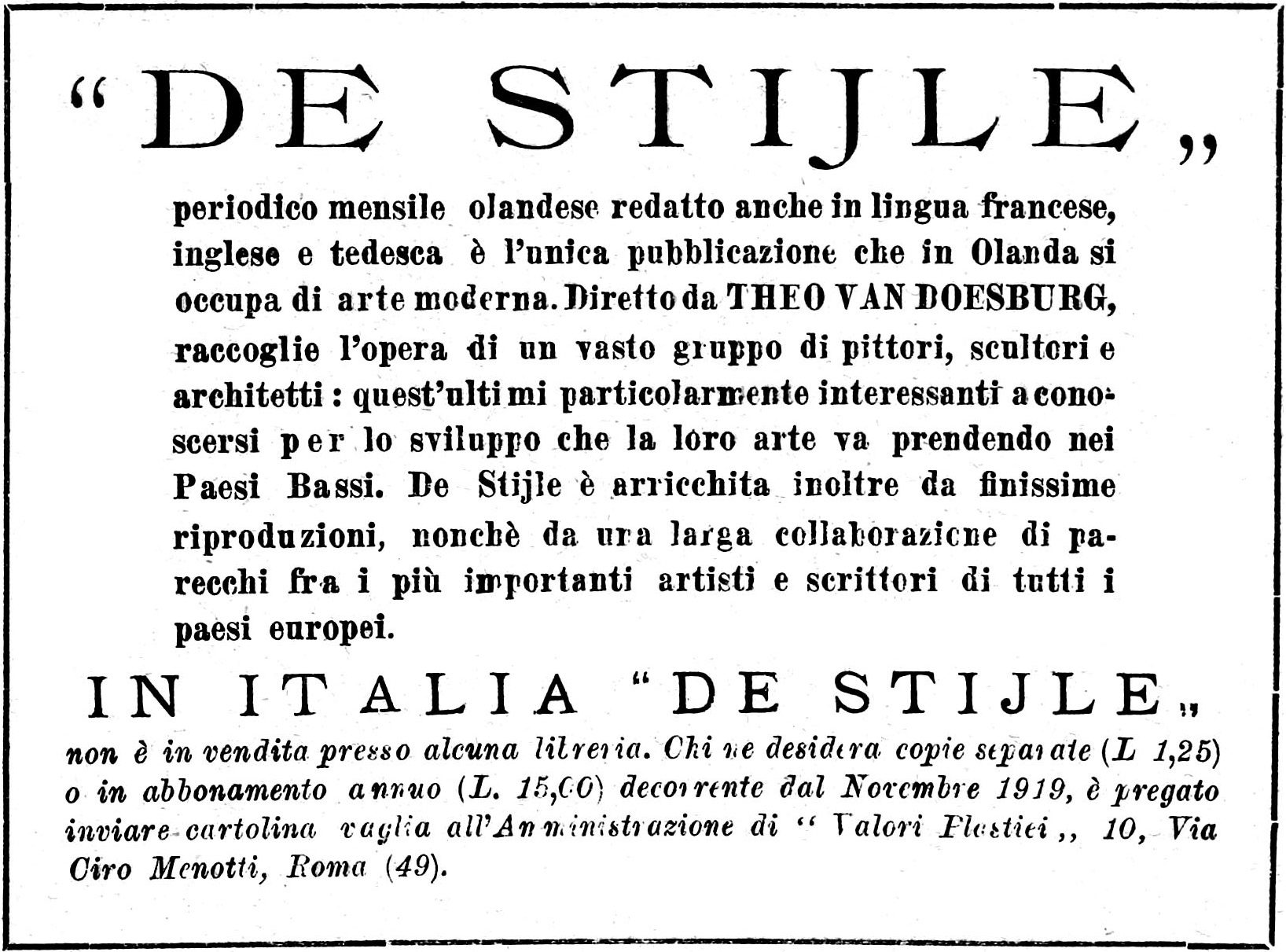
Advertentie voor De Stijl in Valori Plastici, januari 1920.

Door de jaren heen werd Valori Plastici synoniem voor de Return to order- of Retour à l'ordre-beweging. Deze beweging zette zich af tegen de meest radicale avant-gardestromingen tot 1918 en putte inspiratie uit klassieke en traditionele waarden in de kunst. Hierdoor vervreemdde het tijdschrift zich van veel van zijn aanhangers. In 1922 verscheen het laatste nummer.

## Valori PlasticienDe Stijl
Begin 1919 begon een samenwerking met het Nederlandse tijdschrift De Stijl. Mario Broglio werd de Italiaanse vertegenwoordiger van dit tijdschrift. Theo van Doesburg, hoofdredacteur van De Stijl, werd de vertegenwoordiger van Valori Plastici in Nederland en België. Dit lijkt tegenstrijdig, omdat De Stijl zich vooral richtte op abstracte kunst, maar Van Doesburg zag in de pittura metafisica dezelfde "vergeestelijking" waarnaar hij streefde in zijn Nieuwe Beelding of neo-plasticisme. Later keerde hij zich van Valori Plastici af. In het artikel ‘Balans van het nieuwe’ (De Stijl, juli 1922) omschrijft hij het als reactionair en beschuldigt hij de medewerkers van het tijdschrift ervan de term metafysisch te gebruiken als dekmantel om figuratief werk te maken.